# Hôtel de Sélys-Longchamps
Pour les articles homonymes, voir Famille de Selys Longchamps.
Ne doit pas être confondu avec Château de Sélys-Longchamps.
L'hôtel de Sélys-Longchamps est un hôtel particulier du XVe siècle situé en Belgique à Liège sur le Mont Saint-Martin. Il a appartenu à des familles illustres de la région comme la famille de La Mark ou la famille de Méan.

## Localisation
L'hôtel de Sélys-Longchamps est situé au no 9 du Mont Saint-Martin du quartier Saint-Laurent de Liège. Il se trouve à côté de l'hôtel des Comtes de Méan, avec lequel il forme aujourd'hui le complexe hôtelier Van der Valck Sélys Liège.

## Historique
Une étude dendrochronologique d'une charpente du l'hôtel permet de le faire remonter à 1472.
Au milieu du XVIe siècle, l'hôtel était habité par la famille de La Mark.
La famille de Méan, et notamment le dernier prince-évêque de Liège François-Antoine-Marie de Méan, devient propriétaire de l'hôtel en 1659. Elle donnera son nom à l'hôtel des Comtes de Méan qui, à l'époque, formait un seul ensemble avec l'hôtel de Sélys-Longchamps.
En 1910, le baron Maurice de Sélys-Longchamps rachète l'hôtel en même temps que l'hôtel des Comtes de Méan. Il donna son nom à l'immeuble et se lança avec l'architecte Edmond Jamar dans une vaste campagne de restauration qui dura une dizaine d'années.
Le bien resta dans la famille Sélys-Longchamps jusqu'en 1973, année où il passa dans les mains de l’assureur AXA. En 1977, la ville de Liège fait l'acquisition de l'hôtel. L'immeuble est acheté par la Compagnie générale des eaux avant de finalement de devenir propriété en 2006 de la société anonyme Royal Sélys qui en assura la transformation en complexe hôtelier 5 étoiles qui a ouvert ses portes en 2011. Au bord de la faillite, l'hôtel est racheté par le groupe Van der Valk en septembre 2019